# Sierpinski-trekant
En Sierpinski-trekant er en fraktal og en selvsimilær geometrisk figur, hvis overordnede form er en ligesidet trekant, der underinddeles rekursivt i mindre ligesidede trekanter. Dvs. det er et matematisk mønster der kan genskabes ved en vilkårlig forstørrelse. Den er opkaldt efter den polske matematiker Wacław Sierpiński, men mønstret har været kendt i århundreder før Sierpinskis arbejder omkring år 1900.

## Konstruktion
Sierpinskis trekant kan konstrueres på forskellige måder.

### Fjernelse af trekanter
Sierpinski trekanten kan konstrueres ud fra en ligesidet trekant, ved gentagende gange at fjerne triangulære underrum:
1. Start med en ligesidet trekant.
2. Inddel den i fire mindre kongruente og ligesidede trekanter og fjern den midterste trekant.
3. Gentag trin 1 og 2 for hver af de tilbageværende mindre trekanter.

## Egenskaber
For heltallige dimensioner d, vil en fordobling af en side i et objekt danne 2d kopier. Dvs. 2 kopier for et 1d-objekt, 4 kopier for et 2d-objekt, 8 kopier for et 3d-objekt osv. Ved hver iteration i dannelsen af Sierpinski trekanten, dannes tre nye mindre Sierpinski trekanter. Derfor har den en Hausdorff dimension på ln(3)/ln(2) = log2 3 ≈ 1,585, hvilket følger ved løsning af 2d = 3 for d.
Sierpinski trekanten har et areal på nul. Det følger af, at arealet skrymper med 3/4 for hver iteration. Dette fører til nul hvis der foretages iterationer i det uendelige.

## Alternative varianter

### 2D
Sierpinski tæppet (engelsk: "Sierpinski carpet") er en kvadratisk variant. Man starter med et kvadrat. Fjerner den midterste af de ni mindre kvadrater. Dette gentages som beskrevet ovenfor for hver af de tilbageværende kvadrater. Sierpinski tæppet har en dimension på ca. 1,89279. Karl Menger beskrev en 3D version kaldet Mengers svamp.

### 3D
Den naturlige 3D-variant (en Sierpinski pyramide) består af fire ligesidede trekanter der tilsammen danner et tetraeder. Ved at benytte den omtalte iterationsmetode, bevares for hvert trin, 3 trekanter på hver af de fire tetraeder-sider. Hver side i tetraederet danner hver for sig en Sierpinski trekant. Da hver side halveres i hvert trin er skaleringsfaktoren 2, mens der dannes fire nye trekanter. Hvilket giver en dimension på: ln(4)/ln(2) = 2

### Pascals trekant
Pascals trekant der er en tabel over samtlige binomialkoefficienter vil også fremvise en Sierpinski trekant, hvis den farvelægges efter hvorvidt binomialkoefficienten er et lige eller ulige tal.